# Sarsiella dinema
Sarsiella dinema är en nässeldjursart som beskrevs av Gustav Hartlaub 1907. Sarsiella dinema ingår i släktet Sarsiella och familjen Corynidae. Inga underarter finns listade i Catalogue of Life.